# Thoralf Strømstad
Thoralf Strømstad, född 13 januari 1897, död 10 januari 1984, skidåkare från Norge som var aktiv under 1920-talet i längdskidåkning och nordisk kombination.
Hans största merit var två silvermedaljer under OS 1924. 1923 mottog han Holmenkollenmedaljen.